# Xu Anqi
Xu Anqi (chinesisch 许安琪, Pinyin Xǔ Ānqí; * 23. Januar 1992 in Nanjing) ist eine ehemalige chinesische Degenfechterin.

## Karriere
Xu Anqi begann im Alter von zwölf Jahren mit dem Fechtsport und gab ihr internationales Debüt 2007. Die Rechtshänderin wurde 2010 und 2011 jeweils in Seoul sowie 2012 in Wakayama und 2013 in Shanghai Asienmeisterin mit der Mannschaft, 2009 in Doha, 2015 in Singapur und 2016 in Wuxi gewann sie Silber. Im Einzel gelang ihr der Titelgewinn 2013 sowie 2015. Darüber hinaus wurde sie zwei weitere Male, 2009 und 2016, Vizeasienmeisterin im Einzel und sicherte sich 2012 Bronze. Bei Asienspielen gewann sie 2010 in Guangzhou und 2014 in Incheon mit der Mannschaft jeweils eine Goldmedaille. 2010 holte die chinesische Equipe Silber, 2014 folgte der Gewinn der Goldmedaille. Im Einzel gewann Xu 2010 nach einer Halbfinalniederlage gegen ihre Mannschaftskameradin Luo Xiaojuan Bronze.
Mit der Mannschaft war Xu auch bei Weltmeisterschaften erfolgreich. So gehörte sie zur Equipe, die 2015 in Moskau Weltmeister wurde. Bereits 2013 wurde sie mit der Mannschaft Vizeweltmeister. Ihre einzige Medaille im Einzel sicherte sie sich 2015 mit Bronze. Im Halbfinale war sie gegen Emma Samuelsson mit 12:15 ausgeschieden. Zweimal nahm Xu an Olympischen Spielen teil. 2012 in London erreichte sie gemeinsam mit Li Na, Luo Xiaojuan und Sun Yujie nach Siegen über Deutschland und Russland das Finale gegen Südkorea. Nach einem 39:25-Erfolg wurde Xu Olympiasiegerin. Für das Einzel wurde sie nicht nominiert. Bei den Olympischen Spielen 2016 in Rio de Janeiro erreichte sie im Einzel den 17. Platz. Mit der Mannschaft, die neben Xu aus Hao Jialu, Sun Yiwen und Sun Yujie bestand, konnte sie erneut, nach Siegen gegen die Ukraine und Estland, ins Finale gegen Rumänien einziehen, das mit 38:44 verloren ging.
Xu ist verheiratet mit dem Fechter Wang Sen.